# Anastasija Goriejewa
Anastasija Aleksiejewna Goriejewa (ros. Анастасия Алексеевна Гореева; ur. 27 sierpnia 1999 w Pawłowskim Posadzie) – rosyjska biathlonistka, czterokrotna medalistka mistrzostw świata juniorów.

## Kariera
Po raz pierwszy na arenie międzynarodowej pojawiła się w 2017 roku, startując na mistrzostwach świata juniorów w Osrblie. Zdobyła tam złoty medal w sztafecie, a indywidualnie była między innymi ósma w biegu pościgowym. Na rozgrywanych rok później mistrzostwach świata juniorów w Otepää zwyciężyła w biegu pościgowym, a w biegu indywidualnym była trzecia. Zdobyła także srebrny medal w sztafecie podczas mistrzostw świata juniorów w Lenzerheide w 2020 roku.
W zawodach Pucharu Świata zadebiutowała 28 listopada 2020 roku w Kontiolahti, zajmując 56. miejsce w biegu indywidualnym. Pierwsze punkty wywalczyła 18 grudnia 2020 roku w Hochfilzen, gdzie zajęła 24. miejsce w sprincie.

## Osiągnięcia

### Mistrzostwa świata juniorów
| Rok  | Miejscowość  | Konkurencje | Konkurencje | Konkurencje | Konkurencje | Konkurencje | Konkurencje | Konkurencje |
| Rok  | Miejscowość  | IN          | SP          | PU          | MS          | RL          | MR          | SR          |
| ---- | ------------ | ----------- | ----------- | ----------- | ----------- | ----------- | ----------- | ----------- |
| 2017 | Osrblie      | 13.         | 12.         | 8.          | nd.         | 1.          | nd.         | nd.         |
| 2018 | Otepää       | 3.          | 4.          | 4.          | nd.         | 1.          | nd.         | nd.         |
| 2020 | Lenzerheide  | 18.         | 10.         | dns.        | nd.         | 2.          | nd.         | nd.         |
| 2021 | Obertilliach | 20.         | 6.          | 15.         | nd.         | 4.          | nd.         | nd.         |

### Puchar Świata

#### Miejsca w klasyfikacji generalnej
| Sezon     | Miejsce |
| --------- | ------- |
| 2020/2021 | 79.     |

#### Miejsca na podium indywidualnie
Goriejewa nie stanęła na podium indywidualnych zawodów PŚ.